# Phyllachora leptochloae
Phyllachora leptochloae är en svampart som beskrevs av Chardón 1932. Phyllachora leptochloae ingår i släktet Phyllachora och familjen Phyllachoraceae.   Inga underarter finns listade i Catalogue of Life.